# Zwenkzijspan
Een zwenkzijspan is een zijspancombinatie waarbij de motorfiets plat door de bocht gaat, als een solo-motor dus, terwijl het zijspan rechtop blijft. 
Het voordeel van dit principe is dat de zijspancombinatie min of meer rijdt als een normale motorfiets. Daardoor is het eenvoudiger te leren dan het rijden met een conventionel, starre zijspancombinatie. Bij sommige systemen is het overhellen van de motorfiets echter beperkt, waardoor een probleem kan ontstaan. De motorfiets kan ineens niet meer "platter", waardoor men de bocht ook niet meer scherper kan nemen.
Dit systeem werd/wordt onder andere toegepast door de zijspanfabrikanten Armec en Kalich.